# Вашанцев, Валентин Иванович
Валентин Иванович Вашанцев (2 февраля 1914, Ботиево, Екатеринославская губерния — 13 сентября 1977, Москва) — инженер-судостроитель, главный инженер 3-го Главного управления Министерства судостроительной промышленности СССР, Герой Социалистического Труда. Лауреат Ленинской премии.

## Биография
Родился 2 февраля 1914 года в селе Ботиево (ныне Приазовский район Запорожская область). Окончил Ленинградский кораблестроительный институт по специальности «судокорпусостроение».
В 1940 году по распределению направлен на работу в Северодвинск на завод № 402 (ныне — ОАО «ПО Северное машиностроительное предприятие»). Работал мастером, старшим инженером, начальником конструкторского бюро, заместителем начальника отдела строителей (№ 2), начальником отдела строителей (№ 12) — главным строителем атомных подводных лодок первого поколения, в 1950—1952 и 1958—1962 годах — главным инженером.
В годы Великой Отечественной войны был начальником корпусного сектора конструкторского бюро завода. Кроме общего руководства работой КБ, лично выполнил ряд работ на судах Севморпути. Руководил работами по восстановлению и модернизации сторожевого корабля «Бриллиант», за что был награждён орденом Красной Звезды. В 1959 году за создание первого в СССР атомной подводной лодки проекта 627 был удостоен звания лауреата Ленинской премии. С 1962 года работал главным инженером 3-го Главного управления в Министерстве судостроительной промышленности СССР, а затем в аппарате Центрального Комитета Коммунистической партии Советского Союза. В оборонном отделе ЦК КПСС отвечал за строительство атомных подводных лодок и перевооружение ракетным оружием надводных кораблей ВМФ СССР.
Указом Президиума Верховного Совета СССР от 28 апреля 1963 года за большие заслуги в деле создания и производства новых типов ракетного вооружения, а также атомных подводных лодок, оснащенных этим оружием, и перевооружения кораблей Военно-морского флота Вашанцеву Валентину Ивановичу присвоено звание Героя Социалистического Труда с вручением ордена Ленина и золотой медали «Серп и Молот».
Жил в Москве.
Умер 13 сентября 1977 года. Похоронен в Москве на Кунцевском кладбище.

## Награды
- Герой Социалистического Труда
- Орден Ленина (28 апреля 1963)
- Орден Красной Звезды
- Ленинская премия (20 июля 1959)
- Медали.